# Ombúes de Lavalle
Ombúes de Lavalle és una localitat al sud-oest de l'Uruguai.

## Geografia
La ciutat es troba a una altitud de 119 msnm, a la zona del departament de Colonia. Es troba aproximadament a mig camí entre la ciutat occidental de Nueva Palmira i la localitat de Florencio Sánchez, a l'est. A pocs quilòmetres al nord de la frontera es troba el departament de Soriano. Al sud és la capital del departament, Colonia del Sacramento.

## Població
D'acord amb les dades del cens del 2004, la localitat té una població de 3.451 habitants (2004).

## Història
La localitat rep el seu nom en homenatge al general argentí Juan Lavalle.